# Pedro González Telmo
Pedro González (Frómista, Palencia, c. 9 de marzo de 1190-Tuy, 15 de abril de 1246) conocido comúnmente como san Telmo, fue un sacerdote católico español; tras ejercer como canónigo en Palencia ingresó en la Orden de los Predicadores como fraile y se distinguió por su locuaz retórica. Acompañó como capellán al rey Fernando III de Castilla antes de ocupar el priorato del convento de Guimarães. Se lo honra como patrono de los marineros, aunque nunca fue reconocido formalmente como tal. El papa Benedicto XIV confirmó su culto como beato el 13 de diciembre de 1741, si bien aún no ha sido canonizado oficialmente. Es patrono de la ciudad de Tuy, de la diócesis de Tuy-Vigo y de Frómista (Palencia), donde se celebra la fiesta en su honor el fin de semana posterior a la Semana Santa.

## Biografía
De familia distinguida, estudió en la Universidad de Palencia y fue ordenado sacerdote. Gracias a la protección de su tío Tello Téllez de Meneses, obispo de Palencia, se le otorgó una canonjía, y una bula especial permitió que fuera nombrado deán sin tener la edad requerida. Se cuenta que al desfilar por Palencia para ocupar su puesto, engalanado y en un caballo brillantemente enjaezado, por un tropiezo del animal Pedro González cayó en el fango, provocando las risas y burlas de quienes veían aquel desfile y antes le aplaudían y admiraban. La humillación lo enfureció, y decidió entrar en la Orden de Predicadores en el convento de San Pablo en Palencia fundado por santo Domingo de Guzmán.
Como fraile ocupó el puesto de capellán militar, donde su capacidad oratoria llamó la atención de Fernando III de Castilla, quien lo convocó a la corte. Como confesor del rey, incitó a este a reanudar las hostilidades contra los andalusíes, y lo acompañó en la campaña de conquista de Córdoba y Sevilla; consagró como iglesias las mezquitas en las ciudades conquistadas. Al regreso de la campaña, abandonó la corte para predicar en Asturias y Galicia y en el norte de Portugal. De esta época de su vida se narra la mayoría de sus milagros, especialmente en ayuda de marineros y pescadores, por los que se dice que sentía particular simpatía.
Fue nombrado prior del convento de Guimarães, en Portugal, donde tuvo entre sus frailes a Gonzalo de Amarante. Ya sexagenario, se retiró a Tuy, donde trabó amistad con el obispo Lucas de Tuy; en la Pascua de 1246, mientras peregrinaba a la tumba del apóstol Santiago, falleció tras caer enfermo. Fue sepultado en la catedral de Tuy.

## Culto
Pocos años después de su muerte ya circulaban en Galicia historias sobre milagros ocurridos tras su invocación.  En 1258 el obispo de Tuy Gil Pérez de Cerveira envió al capítulo general de los dominicos de Toulouse una relación de 180 milagros, que sirvió de base para la inclusión de una breve biografía en la Vitae fratrum de Gérard de Frachet de 1260, 
aunque fue solamente en 1741 cuando a instancias del maestre general de la orden Tomás Ripoll, el papa Benedicto XIV lo reconoció como beato y autorizó su culto por la vía de la canonización equivalente.
En épocas recientes, la diócesis de Tuy-Vigo ha emprendido un proceso formal de canonización de Pedro González Telmo. En 2016 las Cofradías de Tuy, Oporto y Frómista se unieron para solicitar su canonización al papa Francisco, que fue obispo en el barrio de San Telmo de Buenos Aires.

## Confusión
En la advocación popular se lo confundió con san Erasmo de Formia (Sanct' Elmo), también venerado por los navegantes, y recibió por ello el nombre de Telmo. En la iconografía se representa a Pedro González Telmo vestido con el hábito de la orden dominica, llevando en la mano un cirio azul que representa al fuego de San Telmo, o con un pequeño barco; a veces se lo representa alimentando a los pescadores.

## Galería

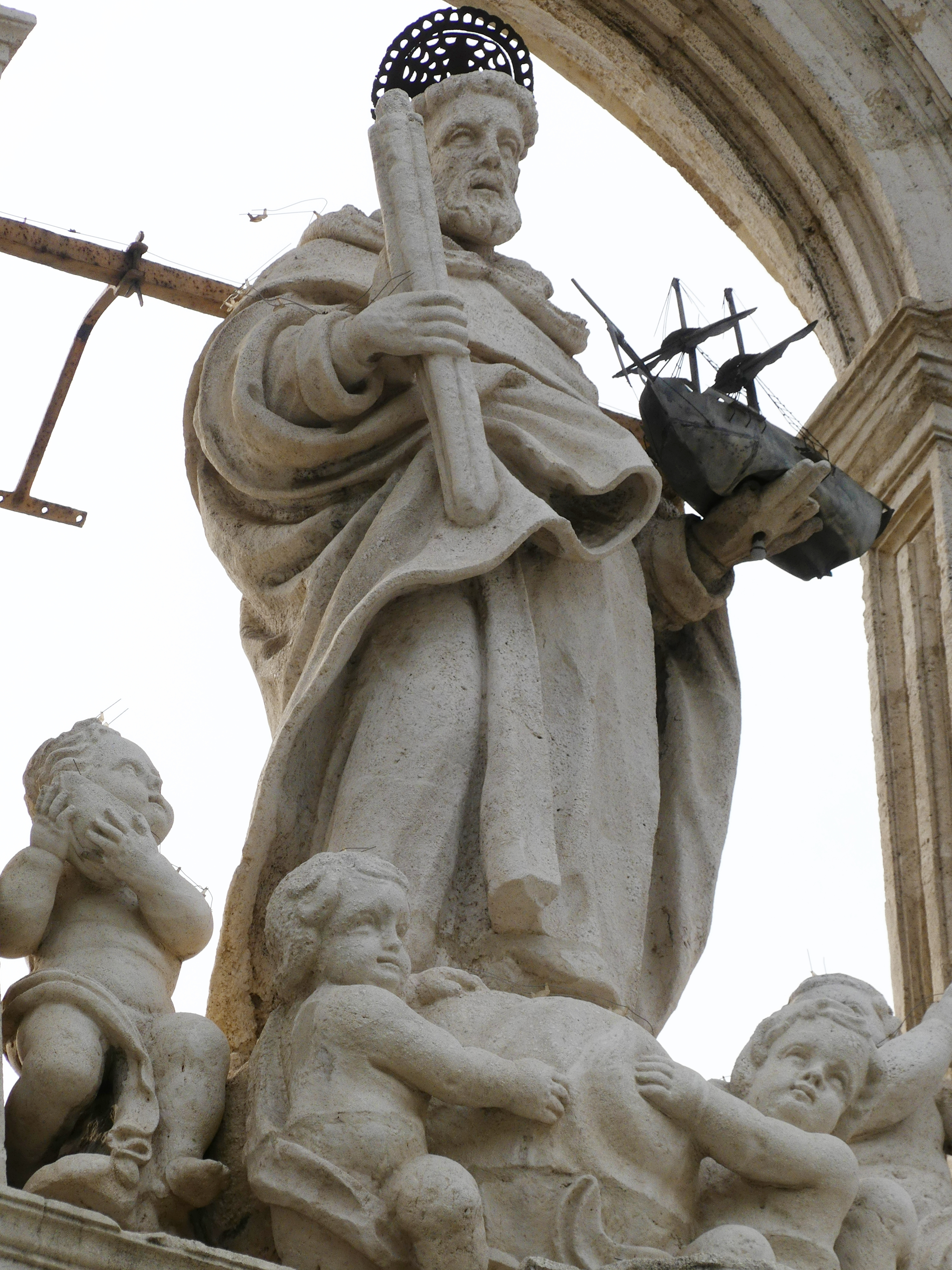
San Telmo. Parte superior de la entrada principal del Palacio de San Telmo de Sevilla, antigua escuela de navegantes.
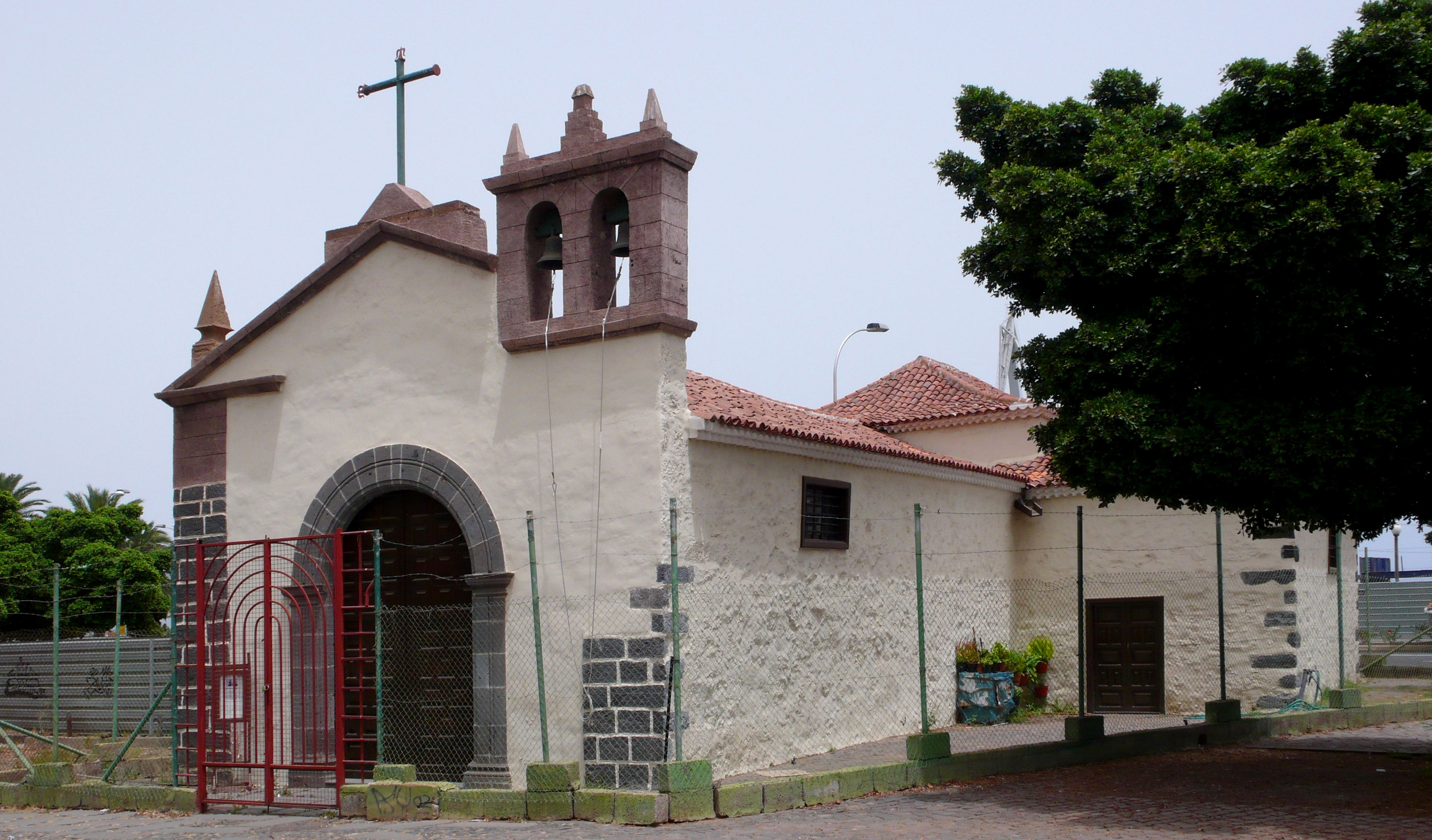
Ermita de San Telmo en Santa Cruz de Tenerife. Según la tradición en el lugar de esta ermita se celebró, en el año 1494, la ceremonia de la fundación de la ciudad.
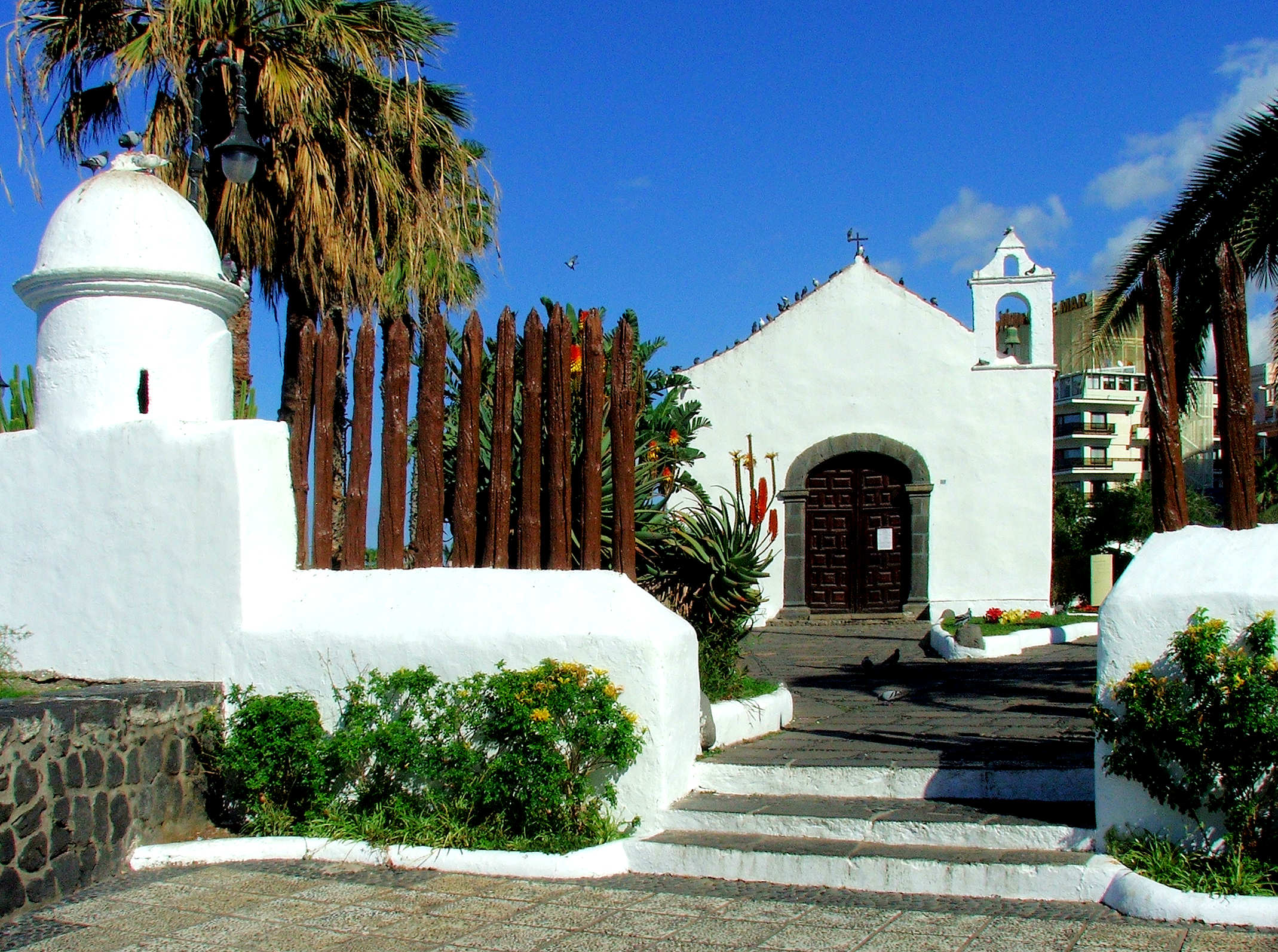
Ermita de San Telmo en Puerto de la Cruz (Tenerife).